# 聖盧西亞國旗
圣卢西亚國旗，为藍地（代表海洋與忠誠），中間有黃色一三角形（代表陽光與繁榮），上有一鑲白邊的黑色箭頭（代表圣卢西亚以黑色人种为主的各種族和諧共处）。而三角形也代表了當地的皮通山──它是聖盧西亞的象徵。
现行圣卢西亚国旗是该国所用的第五面旗帜。皮通山图案的国旗原型啟用於1967年3月1日英属圣卢西亚宣布内部自治起，原纵横比例原为2：3，底色为靛蓝色。1979年2月22日，圣卢西亚正式独立，国旗纵横比例改为1：2，底色改为深蓝色。2002年2月22日，圣卢西亚国旗作出最新修改，主体图案和纵横比例不变，而底色则变为天蓝色。

## 历史国旗
| 国旗 | 时间      | 使用               | 备注                         |
| ---- | --------- | ------------------ | ---------------------------- |
|      | 1875–1939 | 圣卢西亚第一面国旗 | 英国殖民地圣卢西亚的旗帜     |
|      | 1939–1967 | 圣卢西亚第二面国旗 | 英国殖民地圣卢西亚的旗帜     |
|      | 1967–1979 | 圣卢西亚第三面国旗 | 圣卢西亚内部自治后采用的旗帜 |
|      | 1979–2002 | 圣卢西亚第四面国旗 | 圣卢西亚独立后的首面旗帜     |